# Greklands historia
Greklands historia omfattar av tradition grekerna och de områden som stått under deras kontroll samt det territorium som idag utgör det moderna Grekland. Genom historien har grekernas inflytande varierat högt avsevärt och den grekiska historien omfattar följaktligen olika områden under olika epoker.
De första indoeuropéerna som bosatte sig i Grekland gjorde detta runt 3 000 f.Kr. Det som kan sägas vara den första grekiska kulturen är den minoiska kulturen som uppstod på Kreta runt 2 600 f.Kr. Efter den minoiska kulturen utvecklades den mykenska kulturen runt 1 400 f.Kr., och denna kom att utvecklas även på det grekiska fastlandet. Moderna DNA-studier bekräftar att dagens greker delar en stor del av sitt DNA med minoiska och mykenska kvarlevor.
När den grekiska civilisationens inflytande var som störst kontrollerade de allting mellan Egypten och Indusdalen. Sedan dess har stora grekiska minoriteter existerat i denna region (till exempel i Turkiet, Italien, Libyen och Levanten) och många greker har idag emigrerat till länder som USA, Australien och Sverige. De flesta grekerna återfinns dock fortfarande i dagens demokratiska republik (självständig sedan 1821) och på Cypern (självständigt sedan 1960).
Den grekiska historien rymmer viktiga arkeologiska fynd från förhistorisk tid; den antika världens filosofiska och estetiska största bedrifter; den långa bysantinska historien; tiden mellan Konstantinopels fall och den moderna grekiska statens födelse då landet kontrollerades av venetianare och turkar; och det därpå följande frihetskriget följt av vägen till dagens demokratiska republik.
Se även: Tidsaxel över Greklands historia

## Paleolitisk tid

### Forskningshistoria
Fynd från paleolitikum i Grekland rapporterades redan 1867, men den mer organiserade forskningen genomfördes först mellan 1927 och 1931, av den österrikiska arkeologen Adalbert Markovits. Utgrävningen av Seidi-grottan på södra stranden av sjön Copais nära Haliartos i Boiotien, som innehöll paleolitiska lämningar från sista tiden av senpalelitikum, grävdes ut under kriget 1942, under ledning  av den tyska arkeologen Rudolf Stampfuss. Mer systematisk forskning startade först under 1960-talet i Epirus, Makedonien, Thessalien och Peloponnesos av engelska, amerikanska och tyska forskargrupper.
Studier av den paleolitiska perioden startade sent i Grekland. Den arkeologiska forskningen intresserade sig för den senare förhistorien neolitisk tid, bronsålder och klassisk tid. Stora framsteg har gjorts under de senaste åren. Den arkeologiska dokumentationen genom regionala undersökningar men också genom systematiska vetenskapliga insatser och ibland genom räddnings-grävningar. Nya grottor och klippöverhäng, har grävts ut och viktiga platser i det öppna landskapet har också grävs ut.

### Petralona och Apidema
Apidima-grottan i Mani, i södra Grekland, har gett fynd av två individer i grottan. Apidima 2 är daterad till äldre än 170 000 år. Detta fossil har neandertalliknande morfologi. Apidima 1 daterades att vara äldre med en ålder av mer än 210 000 år. Fossilet har en blandning av moderna mänskliga och primitiva egenskaper. Artikelförfattarna menar att deras resultat pekar mot att den moderna människan har invandrat till sydöstra Europa vid flera tillfällen.
De tidigaste spåren av mänsklig bosättning i Grekland trodde man tidigare var i Petralonagrottan i Chalkidiki i Makedonien och som daterades till omkring 1 miljon års ålder men dateringen var osäker och de senaste moderna dateringar anger 150 000 till 300 000 år.
Fynden från Grekland kan delas upp i fynd från tidigpaleolitikum 500 000–100 000 BP, från mellanpalolitikum 100 000–35 000 BP och slutligen senpaleolitikum 35 000–11 000 BP. Fynden är få från den äldsta perioden medan det finns fler från mellanpaleolitisk tid och senpaleolitisk tid. Stor geologisk aktivitet med intensiva tektoniska störningar i det grekiska området och Egeiska havets varierande nivå har förstört spår av bebyggelse helt i vissa regioner av Grekland.

### Tidigpaleolitikum
De äldsta daterade fynden av mänsklig närvaro i Grekland som har hittats i en säkert, stratifierat sammanhang hittades vid Marathousa 1 i Megalopolis med en ålder av cirka 500–400 ka. De tidigaste fynden i Medelhavsområdet dateras till cirka 1,4 miljoner års ålder och det finns en lucka omfattande 1 miljon år i det grekiska materialet. Författarna bortsåg då från Petralona som har en osäkrare datering.

### Mellanpaleolitikum
240 fyndplatser från Greklands mellanpaleolitikum  gör att denna period har flest registrade fynd av tre perioderna; De flesta fyndplatserna ligger i Epirus och på de intilliggande Joniska öarna som tillsammans har 100 fyndplatser, följda av Mani, Argolid och Elis regionerna i Peloponnesos .  90% av fynden  är gjorda på öppna platser utanför grottor, men bara enstaka platser har grävts ut. Det som har utförts var i huvudsak räddningsgrävningar.

### Senpaleolitikum
De flesta av de kända fynden  från denna tid har hittats på Peloponnesos (Mani, Argolid, Elis) och Epirus, medan fynd från denna period är få i Makedonien och Thessalien. Två grottor på Peloponnesos, Klissoura och Lakonis, har gett fynd av stenredskap som pekar mot övergången mellan mellan- och senpaleolitikum. En tredje grotta, Kephalari, innehåller troligen också en övergångsindustri,

## Neolitisk tid
- 7 000 f.Kr. Jordbruket etableras i Grekland.[1]

## Bronsåldern
- 3600-1050 f.Kr.

Bronsåldern i Greklands historia brukar läggas mellan cirka 3600–1050 f.Kr. Den brukar delas upp i underperioder efter de variationer som fanns i den egeiska världen: kulturen på Kreta kallas minoisk, den på de egeiska öarna kykladisk och den på fastlandet och halvön Peloponnesos hellaisk. Ibland talar man dessutom om kulturen i norr som den makedonska. Var och en av dessa delas sedan in i tre perioder: tidig-, mellan- och sen-.

### Minoisk bronsålder
- 3600–2000 f.Kr. - Den tidigminoiska perioden
- 2100–1600 f.Kr. - Den mellanminoiska perioden
- 1550–1050 f.Kr. - Den senminoiska perioden

### Helladisk bronsålder
- 3600–2100 f.Kr. - Den tidighelladiska perioden
- 2100–1550 f.Kr. - Den mellanhelladiska perioden
- 1550–1050 f.Kr. - Den senhelladiska eller mykenska perioden

### Kykladisk bronsålder
- 3500-2000 f.Kr. - Tidigkykladisk tid 
  - 2900-2400 f.Kr. - Tidigkykladisk II
  - 2400-2000 f.Kr. - Tidigkykladisk III
- 2000-1550 f.Kr. - Mellankykladisk tid
- 1550-1050 f.Kr. - Senkykladisk tid

## Antiken

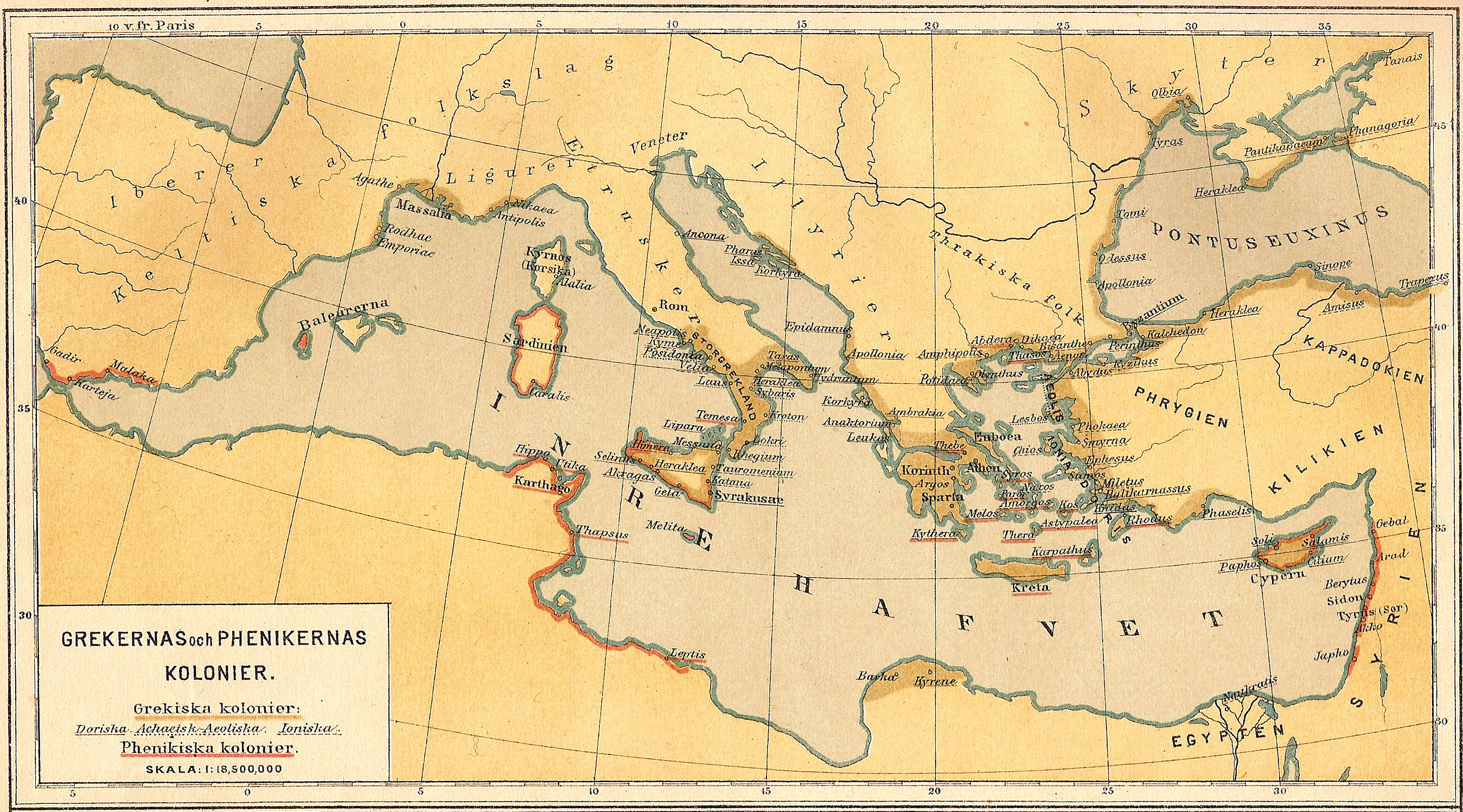
Detaljerad karta över grekiska och feniciska kolonier omkring 550 f.Kr. - 500 e.Kr.

Omkring år 2000 f.Kr. vandrade de första grekiska stammarna in norrifrån och spred sig över Grekland. Bland de första var akajerna de främsta. Dessa följdes snart därefter av bl.a. joner och eoler (sammanlagt kom de grekiska stammarna och understammarna att uppgå till ca 200 st). De stod varandra nära både språkligt och kulturellt och det var de som skapade den mykenska kulturen som hade sin blomstring på 1500-talet f. Kr. 
Berömd från denna tid är striden om Troja, känd bland annat genom Iliaden. Troja var en grekisk stad på Mindre Asiens kust och striden torde ha gällt herraväldet över handeln på Egeiska havet mellan denna stad och Mykene. På 1100-talet f.Kr. avtog akajernas makt och den mykenska kulturen gick under då en annan grekisk stam, de krigiska dorerna, trängde ner över Grekland  . Akajer, joner och eoler trängdes undan bland annat till Attika, öarna i egeiska havet och till Mindre Asien. 
Efter det mykenska förfallet började Grekland åter blomstra under 800-talet f.Kr. Dorerna introducerade järnhanteringen, varpå städerna började utvecklas till konkurrerande stadsstater. Utvecklingen ledde snart till överbefolkning, och kungarna, som regerade i städerna, skickade omkring 800-500 f.Kr. grupper av sin befolkning till att etablera kolonier på olika platser i Medelhavet, bland annat i Mindre Asien, runt Svarta havet (Evxinos Pontos), på Sicilien, i Italien och i östra Spanien. Denna expansion skedde i konflikt med fenicierna som etablerade kolonier längs Afrikas kust, på Sicilien, Sardinien och i Spanien.

## Medeltiden

### Det bysantinska riket
Se även bysantinsk konst.
Det Bysantinska riket, också kallat Bysans, är av tradition (från 1500-talet) namnet på romarriket under medeltiden, det vill säga den universella kristna statsbildning som senare fick sitt centrum i Mindre Asien och hade Konstantinopel (dagens Istanbul; från början Byzantion) som huvudstad och som uppstod vid Romerska rikets delning 395 i en västlig och östligt del mellan Theodosius I:s båda söner Honorius och Arcadius och bestod fram till 1453. Under senantiken, i samband med västromerska rikets upplösning (200-400), benämns det bysantinska riket ofta Östromerska riket eller Östrom. 
Den bysantinska kulturen var en blandning av den romerska staten, den grekiska kulturen, den hellenistiska kosmopolitismen och religiösa strömningar från Orienten. Under Theodosius I (r. 379–395) blev kristendomen rikets officiella statsreligion medan romersk polyteism med flera bannlystes   med följden att många tempel och andra religiösa objekt förstördes. Under kejsaren Herakleios (r. 610–641), adopterade imperiets administration och militär grekiska i stället för latin. 
Riket nådde sin höjdpunkt under Justinianus I efter en återerövring av landområden som tillhört det historiska Roms västra medelhavskust. Efter attentatet på kejsaren Maurikios inleddes ett långvarigt krig med sasaniderna, vilket utarmade rikets finansiella resurser. Den ekonomiska nedgången öppnade i det längre perspektivet vägen för imperiets upplösning . Efter nederlaget mot seldjuker i slaget vid Manzikert år 1071 föll dock Bysans makt och efter det fjärde korstågets plundring av Konstantinopel, som följde erövringen av staden 1204, återhämtade sig aldrig riket. Dess undergång skedde slutligen med Konstantinopels fall för Osmanska riket 1453.

## Modern tid

### Osmanska tiden
Konstantinopel föll slutligen för Osmanska riket 1453 (se Konstantinopels fall).  Därmed upphörde Bysantinska riket - Östrom - och hellenismen hotades att utplånas, efter att den grekiska kulturen varit så dominerande i Medelhavsländerna och västvärlden. Patriarken av Konstantinopel fortfor att vara överhuvud över de östligt ortodoxa kyrkorna, och genom detta förhållande skulle centrum för den ortodoxa kristligheten förloras från det grekiska inflytandet. Grekisk-ortodoxa kyrkan var emellertid en stor maktfaktor i samhället.
Under osmanskt styre fick grekerna en tämligen vittgående frihet. I grekiska områden tillsattes lokalbefolkning på administrativa poster (fanarioter), och tilläts bedriva handel i stor skala, såväl nationellt som internationellt.
1770 utfördes det första upproret mot Osmanerna, men det slogs tillbaka. Rebellerna sökte därefter skydd undan straff och upptäckt i bergen, där de utvecklade gerillatekniker. Femtio år senare, den 23 mars 1821, gav ärkebiskop Germanos av Patras signal att revolutionen mot turkarna börjat, med att hissa en flagga på Hagia Levraklostret på Peloponnesos. Detta var inte endast upptakten till revolution, utan även till den storgrekiska nationalismen, Megáli Idea, som strävade efter att återskapa Bysantinska riket, med alla dess besittningar, i form av en grekisk nationalstat, enosis. En allians mellan  Ryssland, Frankrike och Storbritannien ställde sig bakom det grekiska upproret, och flera frivilliga soldater från dessa länder strömmade till för att bistå i striderna, däribland Lord Byron. Avgörande för Greklands frihet var segern över den osmanska flottan i viken utanför Navarino på västra kusten av Peloponnesos den 20 oktober 1827. 
Fredsvillkoren uppställdes av den rysk-fransk-brittiska alliansen, och först vid freden i Adrianopel och Londonprotokollen 1830 förklarades Grekland för en självständig stat såsom monarki.

### Självständigt 1830

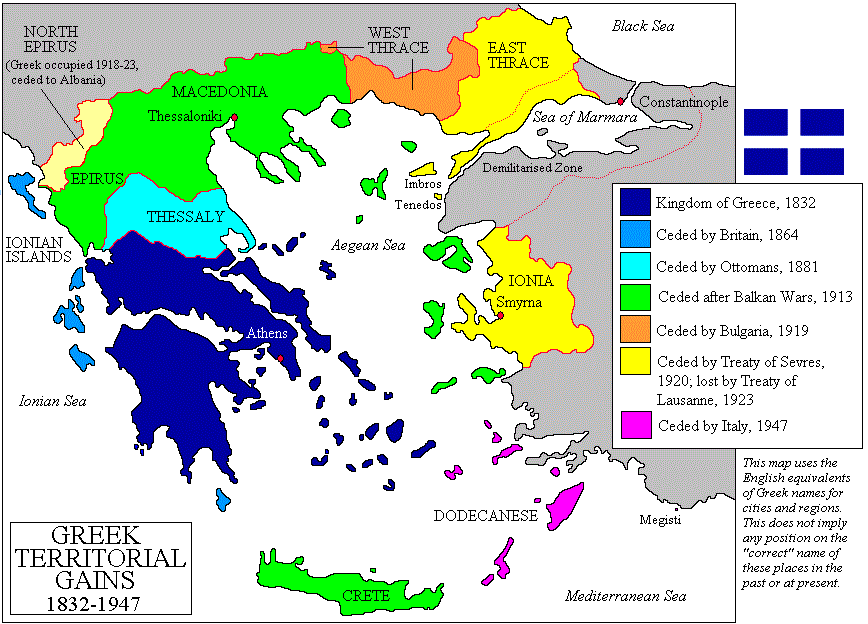
Greklands expansion från 1832 till 1947, visar även området som Grekland erhöll genom Sèvresfördraget (visas i gult) men som förlorades till Turkiet 1923 vid Lausannefördraget. (klicka för förstoring)

Efter att det hade beslutats att Grekland skulle vara en monarki, återstod problemet att finna en lämplig kung. Slutligen enades trippelalliansen om Otto av Bayern, som endast var 17 år. Kung Otto var en hänförd beundrare av allt grekiskt, men hans medförda kamarilla desto mer protysk. Det blev kamarillan som tog kommandot, och grekernas frihet beskars hårt jämfört med hur det hade varit under turkarna. Detta ledde till att bergen fortfor att vara samlingsplats för rebeller som tränade gerillakrig och närde drömmar om revolt. Den rysk-fransk-brittiska alliansen krävde att Grekland skulle vara konstitutionellt, men kung Otto sköt upp antagandet av en författning.
I september 1843 ledde missnöjet till ett folkligt uppror, som tvingade kung Otto att avsätta kamarillan, anta en författning och bilda ett parlament. Krimkriget 1853 förändrade utsikterna till enosis, då den rysk-fransk-brittiska alliansen sprack, och turkarna fick hjälp av britterna och fransmännen. Samtidigt hade landet praktiskt taget blivit bankrutt.
Kung Otto tvingades abdikera vid revolutionen 1862, och efterträddes av Vilhelm av Danmark, som antog kunganamnet Georg I av Grekland, hellenernas kung. Vid Berlinkongressen 1878 ökade Greklands territorium, med Joniska öarna, och de fick välja mellan Cypern och Thessalien - de valde Thessalien. Grekland var sedan indraget i Första Balkankriget 1912 och Andra Balkankriget 1913 och i första världskriget. Kung Georg I mördades 1913, och efterträddes av sin son Konstantin I av Grekland.  
Konstantin I hade från sitt trontillträde strävat efter att införa absolut monarki, vilket ledde till att fraktionerna i landet var många, och rymde allt från dem som önskade en konstitutionell monarki, till republikaner och till kommunister. Att samla dessa motstridiga element skulle visa sig omöjligt för alla parter under lång tid framöver. Motsättningarna gällde även hur landet skulle ställa sig i utrikespolitiken, där kung Konstantins protyska linje förlorade mot Elefterios Venizelos konstitutionella monarkism och allians med ententen. De politiska förvecklingarna ledde till en nationell kris, och utmynnade i att monarkin avskaffades 1917 då kung Konstantin abdikerade. 
Venizelos lyckades inte samla landet, och förlorade valet 1920. Efter en folkomröstning, återkallades kung Konstantin. Sedan utbröt krig mot turkarna under Kemal Atatürk om Anatolien, som skulle tillfalla grekerna enligt Sèvresfördraget, och Grekland förlorade. Kung Konstantin tvingades än en gång abdikera, men nu till förmån för sin son, Georg II av Grekland. Men redan 1923 utförde folket en revolution, som avskaffade monarkin. Republiken varade i 11 år. Under hela den tiden skakades landet av häftiga strider mellan republikaner och monarkister (populisterna).
Efter ett kuppförsök hölls 1935 en folkomröstning om monarkins återinförande, vilket återförde Georg II på tronen. Redan året därpå skedde en ny statskupp, av generalen och monarkisten Ioannis Metaxas, som därifrån till sin död 1941 var såsom premiärminister, diktator av Grekland, under kungen.

## Greklands samtidshistoria

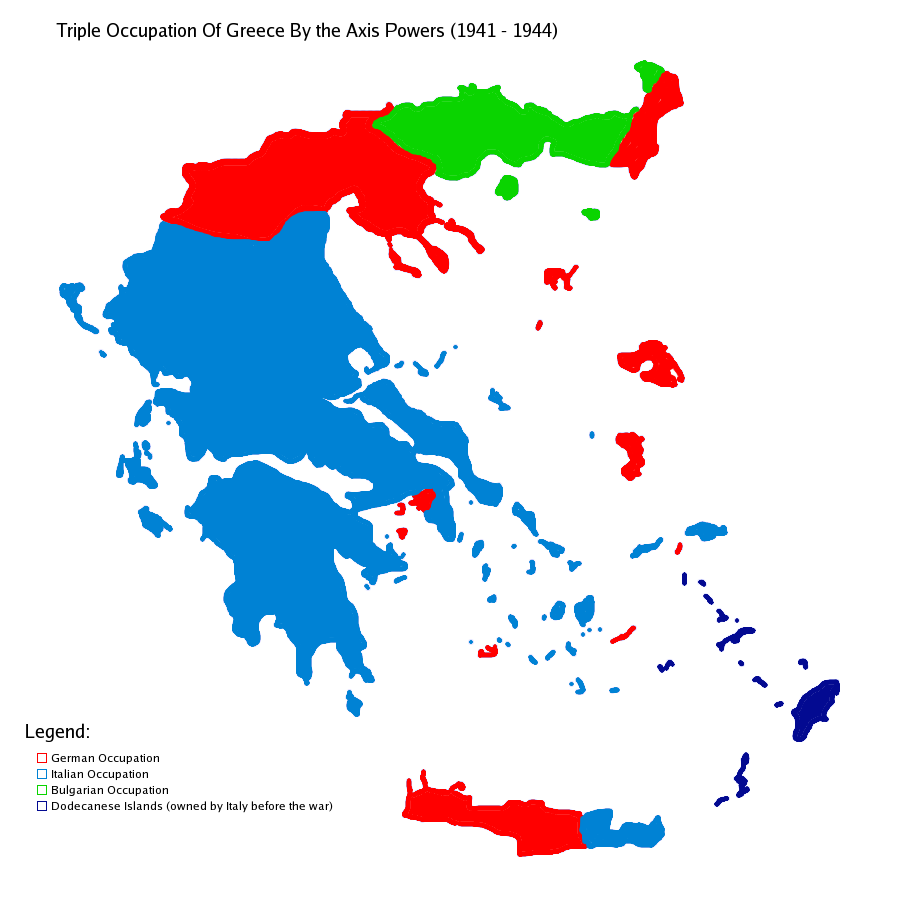
Axelmakternas ockupationszoner under andra världskriget: blått Italien, grönt Bulgarien och rött Tyskland.

Ingången till Ioannis Metaxas diktatur, den 4 augusti 1936, brukar ses som en gräns till den grekiska samtidshistorien. Diktaturen präglades dels av förbud mot kommunism och krossande av arbetarrörelsen, dels av en på ytan period av stabilitet och ekonomisk tillväxt. 
Den 28 oktober 1940 invaderades Grekland av Benito Mussolinis Italien (grek-italienska kriget). De grekiska styrkorna, under Alexandros Papagos, kunde dock slå tillbaka de italienska styrkorna och driva tillbaka dem till Albanien. Detta militära sammanbrott gjorde att Adolf Hitler skickade sina styrkor att invadera Grekland innan britterna hann etablera sig där. I april–maj 1941 invaderades och ockuperades Grekland av de tyska styrkorna och de brittiska styrkor som nyligen anlänt från Nordafrika evakuerades. Grekland delades in i ockupationszoner mellan de italienska, bulgariska och tyska trupperna. 1943 kapitulerade Italien och då ockuperades hela landet av tyska styrkor. Ockupationen ledde till att en av de allierade stödd motståndsrörelse utvecklades. 
Det moderna Greklands nuvarande utsträckning fick landet 1947. Under andra världskriget utbröt ett inbördeskrig i Grekland mellan olika fraktioner av motståndsrörelsen mot ockupationsmaktern, som varade till 1949. Striden stod mellan de kommunistiska ELAS och regeringstrogna grupper. 1946 fick de senare uppbackning av den reguljära armén. När Papagos tillkallades, och Trumandoktrinen gav avsevärt stöd från USA, slogs kommunisterna ner. Segern ledde till att Grekland gick med i Nato.
Efter inbördeskriget lyckades inget parti vinna majoritet och därmed egentligen styra landet. Mellan 1944 och 1952 hade landet 25 ministärer och nio övergångsregeringar. Vändpunkten kom när generalen från andra världskriget, Alexandros Papagos, 1952 med sitt konservativa parti blev premiärminister med en tämligen stor majoritet. Han och efterträdaren Konstantinos Karamanlis lyckades få bukt med den katastrofala ekonomin. 1963 besegrades de konservativa av Georgios Papandreou för ett liberalt parti.
1967 utförde militären, understödd av USA och under Georgios Papadopoulos, en statskupp, och landet styrdes därefter av en militärjunta, vilket ledde till internationell isolering. Kungen försökte förgäves återta kontrollen med en motkupp, och tvingades därefter gå i exil. 1973 avskaffades formellt monarkin, men kungen har inte abdikerat. 1974, efter att ha iscensatt en statskupp på Cypern under Cypernkrisen 1974 bröt militärjuntan samman. Utan att monarkin återinfördes, hemkallades Konstantinos Karamanlis som regerings- och statschef 24 juli, och bildade en samlingsregering. Demokratin återinfördes, och Grekland inträdde i Europarådet. 
Grekland gick med i EG 1981 och EMU 2001.
Grekisk politik präglas ännu av den ekonomiska krisen, som var som djupast under första halvan av 2010-talet och började ebba ut först mot slutet av årtiondet, då nödlånen till landet kunde avslutas. Krisen har fått stora sociala, humanitära och ekonomiska följder för befolkningen, i form av skyhög arbetslöshet, försämrad välfärd och social oro. Missnöjet bland väljarna ledde i juli 2019 till att konservativa Ny Demokrati tog över makten efter vänsteralliansen Syriza.